# 앙자르디 디모데
앙자르디 디모데(안시창, 1999년 12월 31일~)는 프랑스와 대한민국의 모델이다.

## 방송
- PRODUCE X 101 (2019) - 발표순위 61위
- 무엇이든 물어보살 (2020)
- 극한데뷔 야생돌 (2021)
- 짠내아이돌 (2022)
- 에덴 (2022)
- 셀러브리티 (2023) - 특별출연